# Afrobirthama flaccidia
Afrobirthama flaccidia är en fjärilsart som beskrevs av Druce 1899. Afrobirthama flaccidia ingår i släktet Afrobirthama och familjen snigelspinnare. Inga underarter finns listade i Catalogue of Life.